# 古伊里姆
古伊里姆（Guirim），是印度果阿邦North Goa县的一个城镇。总人口6371（2001年）。

## 人口
该地2001年总人口6371人，其中男性3272人，女性3099人；0—6岁人口749人，其中男388人，女361人；识字率70.27%，其中男性为75.21%，女性为65.05%。